# Italiens Grand Prix 1976

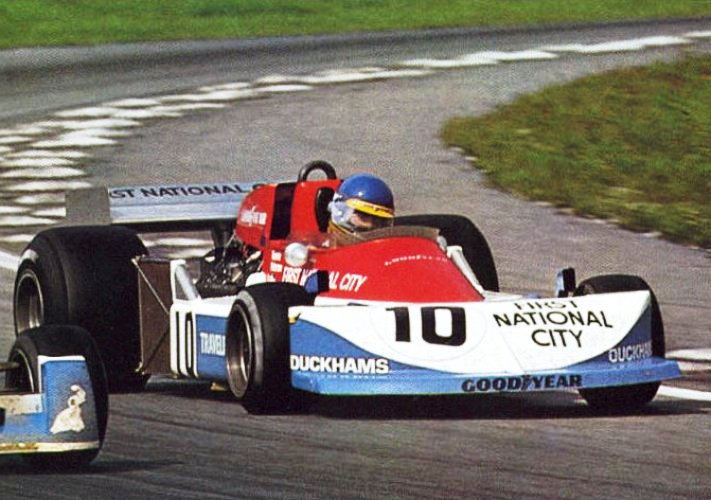
Ronnie Peterson, loppets vinnare.

Italiens Grand Prix 1976 var det trettonde av 16 lopp ingående i formel 1-VM 1976.  

## Resultat
1. Ronnie Peterson, March-Ford, 9 poäng
2. Clay Regazzoni, Ferrari, 6
3. Jacques Laffite, Ligier-Matra, 4
4. Niki Lauda, Ferrari, 3
5. Jody Scheckter, Tyrrell-Ford, 2
6. Patrick Depailler, Tyrrell-Ford, 1
7. Vittorio Brambilla, March-Ford
8. Tom Pryce, Shadow-Ford
9. Carlos Reutemann, Ferrari
10. Jacky Ickx, Ensign-Ford
11. John Watson, Penske-Ford
12. Alan Jones, Surtees-Ford
13. Gunnar Nilsson, Lotus-Ford
14. Brett Lunger, Surtees-Ford
15. Emerson Fittipaldi, Fittipaldi-Ford
16. Harald Ertl, Hesketh-Ford (varv 49, bakaxel)
17. Henri Pescarolo, BS Fabrications (Surtees-Ford)
18. Alessandro Pesenti-Rossi, Scuderia Gulf Rondini (Tyrrell-Ford)
19. Jean-Pierre Jarier, Shadow-Ford

### Förare som bröt loppet
- Rolf Stommelen, Brabham-Alfa Romeo (varv 41, bränslesystem)
- Hans-Joachim Stuck, March-Ford (23, olycka)
- Mario Andretti, Lotus-Ford (23, olycka)
- James Hunt, McLaren-Ford (11, snurrade av)
- Larry Perkins, Boro-Ford (8, motor)
- Carlos Pace, Brabham-Alfa Romeo (4, motor)
- Jochen Mass, McLaren-Ford (2, tändning)

### Förare som ej startade
- Guy Edwards, Hesketh-Ford (drog sig tillbaka)
- Arturo Merzario, Wolf-Williams-Ford (drog sig tillbaka)
- Otto Stuppacher, OASC Racing Team (Tyrrell-Ford) (riskerade diskvalificering)